# Мэнсфилд, Коминс
Ко́минс Мэ́нсфилд (англ. Comins Mansfield; 14 июня 1896, Уитеридж — 28 марта 1984, Пейнтон) — английский шахматный композитор; гроссмейстер (1972) и международный арбитр (1957) по шахматной композиции.
Составитель двухходовых задач. С 1949 по 1951 год президент Общества британских проблемистов (BCPS). Президент Постоянной комиссии ФИДЕ по шахматной композиции (1964—1971). Кавалер (MBE) Ордена Британской империи (1976) — за заслуги в области шахмат. 

## Биография
Коминс Мэнсфилд родился 14 июня 1896 года в деревне Уитеридж, в сельском округе Саут-Молтон, в нескольких милях от города Тивертон, расположенного в графстве Девон. Родители — Герберт Джон Мэнсфилд (англ. Herbert John Mansfield, 1855—1928), банковский служащий, и Джулия Эмма Мэнсфилд (англ. Julia Emma Mansfield), урождённая Фрост (англ. Frost). Герберт назвал единственного сына в честь своей матери Энн Мэнсфилд, урождённой Коминс (англ. Ann Comins, 1814—1860), умершей когда он был ещё ребёнком. У Коминса было две сестры — Эдит и Маргарет, а также сводная сестра по отцовской линии Харриетт Мэнсфилд.
Крещён 18 июля 1896 года в англиканской приходской церкви Святого Иоанна Крестителя (англ. Church of St John the Baptist) в Уитеридже. 18 сентября 1899 года в возрасте трёх лет принят в школу Уитериджа. В 1901 году продолжал жить в Уитеридже и посещал школу Бланделла  в Тивертоне. Семья Мэнсфилдов покинула округ 13 августа 1909 года. В 1910 году Герберт Джон Мэнсфилд жил в деревне Морчард Бишоп в 5 милях к юго-западу от Уитериджа. На момент переписи населения 1911 года Коминс учился в школе в Тивертоне. 
Отец долгое время играл в шахматы по переписке, и вслед за ним Коминс в 9 лет начал интересоваться шахматами. У многих жителей сельской местности графства Девон в те времена было мало возможностей для очной игры, поэтому они переключали своё внимание на решение шахматных задач. В отличие от отца, который ограничивался заочными шахматами и решением задач, Коминс уже в школьные годы увлёкся составлением шахматных композиций. Он тратил карманные деньги на покупку журнала British Chess Magazine, в котором в 1910 году вышла серия статей Алена Уайта под названием «Первые шаги в классификации двухходовок». Одна из статей, содержавшая произведения Лоуса, Беттмана, Тавернера и Маккензи, настолько поразила воображение 14-летнего юноши, что он решил попробовать свои силы в композиции.
Первые задачи Мэнсфилда увидели свет в 1911 году, и уже в 1912 году он выиграл 1-й приз за двухходовку в шахматной рубрике плимутской газеты Illustrated Western Weekly News. На следующий год был получен 2-й приз в конкурсе австралийской газеты Brisbane Courier и слава 17-летнего англичанина начала быстро распространяться по всему миру.
Коминс рассылал свои задачи повсюду, где проводились соревнования, в том числе на конкурсы газеты Hampshire Telegraph & Post, шахматным редактором которой был Гай Уиллс Чандлер. Чандлер был уже известным проблемистом, хотя всего на семь лет старше Мэнсфилда. Они познакомились и стали друзьями на всю жизнь, соавторами многих композиций, вдохновляя друг друга вплоть до начала 1980-х годов.
После окончания школы в 1914 году, не поступая в университет, устроился на работу в бристольскую табачную компанию W.D. & H.O. Wills, где трудился на протяжении 45 лет с перерывом на время Первой мировой войны. 
С сентября 1915 года служил в частях Королевской артиллерии. Долгие часы, проведённые во французских окопах, Мэнсфилд коротал с помощью дорожного шахматного комплекта, который всегда носил с собой. Многие из его ранних шедевров были созданы в это время. В военные годы он никогда не терял контакта с Чандлером, даже несмотря на то, что последний был вовлечён в боевые действия непросто складывавшейся для британцев Месопотамской кампании. Общаясь благодаря почте, они вместе составляли задачи, одна из которых получила 1-й приз журнала Good Companion в январе 1918 года. Вскоре после этого Мэнсфилд, будучи связистом в боях под Ипром, на время потерял зрение вследствие поражения ипритом, и ему пришлось провести в госпитале 12 месяцев.
К моменту выписки из госпиталя война закончилась, Мэнсфилд вернулся в Бристоль и продолжил работу в табачной компании Wills. Играл в местном шахматном клубе Bristol & Clifton. Обладая высоким мастерством, впервые выиграл чемпионат своего клуба в 1920 году, с 1927 по 1934 год непрерывно побеждал в чемпионате графства Глостершир. Регулярно играл за Глостершир в командных соревнованиях не ниже чем на 3 доске, а после своего первого выступления на чемпионате графства — всегда на первой доске. 
19 сентября 1923 года женился в приходской церкви Святого Павла (англ. Church of St Paul) в бристольском районе Бедминстер. Жена — Марджори Эрика Уорд (англ. Marjorie Erica Ward, 1899—2003). На момент регистрации брака Мэнсфилд жил в бристольском районе Бишопстон по адресу Соммервиль роуд, дом 25. В семье родились трое детей — Джефри, Хилари и Родерик.
С 1926 по 1934 год вёл колонку шахматных задач в газете Bristol Times and Mirror. 
Его последняя игра за Глостершир была против Норфолка в марте 1934 года, и позднее в том же году он был переведён в шотландский филиал табачной компании Wills в Глазго. Мэнсфилд стал членом Шахматного клуба Глазго, выступал за клуб в матчах Лиги, входил в состав команды клуба, выигравшей Кубок Ричардсона в 1938 году. В личных соревнованиях был чемпионом своего клуба, чемпионом Западной Шотландии. Значимость шотландского периода была подчёркнута решением американского проблемиста, миллионера и мецената Алена Уайта, издать в 1936 году сборник задач Мэнсфилда, последний в Рождественской серии (англ. Christmas Series) книг по шахматной композиции (1905—1936). Сборник был опубликован под названием Гений двухходовки (англ. A Genius Of The Two-Mover), туда были отобраны сто лучших произведений англичанина. В своём предисловии Уайт описывает, как в течение примерно 20 лет одна из забот Мэнсфилда на Новый год состояла в том, чтобы прислать ему все свои сочинения за предыдущие 12 месяцев, обычно от 10 до 20 штук, к тому времени в общей сложности около 300, которые Уайт сократил до 100 для включения в свой сборник. 
В 1936 году Мэнсфилд послал задачу на соревнование, проходившее параллельно с неофициальной шахматной олимпиадой в Мюнхене. Был удостоен 1-й премии, но немецкие организаторы не хотели платить ему, поскольку в то время действовали валютные ограничения. Вместо того, чтобы последовать рекомендации немецкого консула в Глазго и провести выходные на Фризских островах Балтики, он написал напрямую Адольфу Гитлеру и через три месяца получил свою денежную премию. 
Будучи членом клуба Глазго, вдохновлял своих шотландских коллег заниматься композицией, в том числе Тома Рассела (1925—2000) и Нормана Маклауда (1927—1991). Последний стал настолько успешным в этой области, что в 1993 году сам был удостоен звания международного гроссмейстера по шахматной композиции, хотя и посмертно. 
Во время Второй мировой войны и в первые послевоенные годы, живя в Глазго, Мэнсфилд проявлял меньшую активность в шахматном творчестве. 
К 1950 году перешёл в лондонскую дочернюю фирму табачной компании Wills и жил в Каршалтон-Бичc (англ. Carshalton Beeches), недалеко от Кройдона в Южном Лондоне.
После выхода на пенсию около 1960 года Мэнсфилд поселился в Пейнтоне, в своём родном графстве Девон. Теперь, имея свободное время в своём распоряжении, мог принимать участие в международных шахматных мероприятиях. Например, в 1961 году посетил московский международный конгресс композиторов, где, по словам гроссмейстера Якова Владимирова, был «звездой номер один» среди зарубежных гостей.   
С 1964 по 1978 год вёл шахматную колонку в газете Sunday Telegraph.
На склоне лет к нему пришли новые награды и признание заслуг. 
Скончался 28 марта 1984 года в Пейнтоне в возрасте 87 лет.

## Шахматная композиция
С 1911 года опубликовал около 1300 задач, примерно половина из которых удостоена отличий на конкурсах (в том числе свыше 100 — первых призов). Рейтинг в Альбомах ФИДЕ на 28 мая 2024 года — 94,33 балла.
Активно сотрудничал с «Гуд компаньон». В книге «Век двухходовки» (1941), подытожившей развитие двухходовки за 100 лет, наибольшее число задач (8 из 100 опубликованных) принадлежит Мэнсфилду.
Редактор рубрики «Избранные двухходовки с комментариями» в журнале «Проблемист» (1947—1982). 
С 1949 по 1951 год президент общества британских проблемистов (BCPS).
В 1957 году стал международным арбитром по шахматной композиции. В 1959 году в числе первых присвоено звание Международного мастера по шахматной композиции. Президент Постоянной комиссии ФИДЕ по шахматной композиции (PCCC) (1964—1971), с 1972 года — Почётный президент комиссии. 
В 1972 году, сразу после учреждения звания, стал Гроссмейстером ФИДЕ по шахматной композиции (англ. Grandmaster of the FIDE for Chess Compositions). Мэнсфилд стал первым шахматистом британского происхождения, получившим звание международного гроссмейстера. Позже получили звания Кит Ричардсон (гроссмейстер ИКЧФ с 1975 года) и Энтони Майлс (международный гроссмейстер с 1976 года). До него был лишь один британец-гроссмейстер — Жак Мизес, родом из Германии, ставший гроссмейстером за прошлые заслуги в 1950 году в возрасте 85 лет, сразу после учреждения этого звания.
В 1976 году удостоен звания кавалера (MBE) Ордена Британской империи — «За шахматные заслуги» (англ. For services to Chess).

### Характеристика творчества
С начала своей деятельности Мэнсфилд интересовался только двухходовыми задачами, приговаривая, что жизнь слишком коротка для чего-либо другого. Его произведения отличаются оригинальной идеей, предельной экономичностью, чистотой и выразительностью замысла. Излюбленные мотивы его задач: красивая игра батареи, механизм полусвязывания фигур, шахи белому королю.
Мэнсфилд считается одним из родоначальников термина «полусвязка» (англ. Half-pin), широко используемого в современных шахматах благодаря задачной терминологии. В 1915 году в письме своему американскому коллеге Мюррею Марблу он впервые предложил этот термин. 
Одна из разновидностей игры батареи названа именем Мэнсфилда («Батарея Мэнсфилда», англ. Mansfield couplet). Существует также тема Мэнсфилда-Шифмана (англ. Mansfield—Schiffmann theme) — вариация темы Шифмана.

## Избранные задачи
The Hampshire Telegraph & Post (1915), 1-й приз
|   | a                | b              | c               | d               | e               | f               | g  | h              |   |  |
| 8 | a8 чёрный слон   | b8             | c8              | d8              | e8 белый слон   | f8              | g8 | h8             | 8 |  |
| 7 | a7               | b7 белая пешка | c7              | d7              | e7              | f7 чёрный конь  | g7 | h7             | 7 |  |
| 6 | a6               | b6             | c6              | d6 чёрная пешка | e6 чёрная пешка | f6              | g6 | h6             | 6 |  |
| 5 | a5 белый слон    | b5 белая ладья | c5              | d5              | e5              | f5 чёрная пешка | g5 | h5             | 5 |  |
| 4 | a4 чёрный король | b4 чёрный слон | c4              | d4 чёрный конь  | e4              | f4              | g4 | h4 белая ладья | 4 |  |
| 3 | a3               | b3             | c3              | d3              | e3              | f3 чёрная пешка | g3 | h3             | 3 |  |
| 2 | a2 белая пешка   | b2 белая пешка | c2 чёрная ладья | d2              | e2 чёрная ладья | f2              | g2 | h2             | 2 |  |
| 1 | a1 белый король  | b1             | c1 белый конь   | d1 белый ферзь  | e1 чёрный ферзь | f1              | g1 | h1             | 1 |  |
|   | a                | b              | c               | d               | e               | f               | g  | h              |   |  |

Решение  1.Сc7! угроза  2.Лa5#

1...Сa3 2.b3#, 1...Сa5 2.Лb6#

1...Сc5 2.Лb3#, 1...Сc3 2.Лb3#

1...Сd2 2.Ф:c2#, 1...К:b5 2.baФ#

(1...Кb3+ 2.a:b3#) 
В шести главных вариантах решения представлена полусвязка — позиция, где между чёрным королём и белой дальнобойной фигурой находятся две чёрных фигуры. Уход любой из этих двух фигур создаёт связку оставшейся фигуры, используемую белыми. Позиция на диаграмме — ранний пример темы полусвязки, ставшей для Мэнсфилда одной из самых любимых.
 В вариантах 1...Cc5 и 1...Cc3 слон перекрывает чёрную ладью, что позволяет белым развязать её на матующем ходу — тема Гутгарта (также называемая Гутгартовским перекрытием или Гутгартовским развязыванием).
Evening Standard (1928),
 почётный отзыв
|   | a               | b               | c                | d              | e             | f               | g               | h               |   |  |
| 8 | a8              | b8              | c8               | d8             | e8            | f8 белый слон   | g8 белый ферзь  | h8              | 8 |  |
| 7 | a7              | b7 белый конь   | c7               | d7             | e7            | f7              | g7              | h7              | 7 |  |
| 6 | a6              | b6              | c6               | d6             | e6            | f6 чёрная пешка | g6              | h6              | 6 |  |
| 5 | a5 чёрная пешка | b5              | c5               | d5 белая ладья | e5            | f5 чёрная ладья | g5 чёрная пешка | h5              | 5 |  |
| 4 | a4 чёрная ладья | b4              | c4 чёрный король | d4             | e4            | f4              | g4              | h4              | 4 |  |
| 3 | a3 чёрный конь  | b3 чёрная пешка | c3               | d3             | e3            | f3              | g3              | h3              | 3 |  |
| 2 | a2              | b2 белый король | c2               | d2             | e2 белый конь | f2              | g2              | h2 чёрная пешка | 2 |  |
| 1 | a1              | b1              | c1               | d1             | e1            | f1 белый слон   | g1              | h1 чёрный ферзь | 1 |  |
|   | a               | b               | c                | d              | e             | f               | g               | h               |   |  |

Решение  1.Сc5!  предоставляет свободное поле b5 чёрному королю, угроза 2.Kd6#

1...Л:d5 2.Kg1#, 1...Ф:d5 2.Kf4#

1...Kpb5 2.Kd4#, 1...Kb5 2.Лd4#

Первый пример «батареи Мэнсфилда» (англ. Mansfield couplet). Белая батарея (здесь Cf1+Ke2) находится под контролем двух чёрных фигур (Лf5 и Фh1). Когда одна чёрная фигура самосвязывается, вторая перекрывается (в других задачах может забираться) ударом батареи.

Во второй паре вариантов чёрные защищаются на поле b5, а белые дают мат с поля d4.
Australian Meredith Tourney (1928),
1—2 приз
|   | a              | b  | c              | d               | e                | f  | g              | h             |   |  |
| 8 | a8 белая ладья | b8 | c8             | d8 чёрная ладья | e8 чёрный король | f8 | g8             | h8            | 8 |  |
| 7 | a7             | b7 | c7             | d7              | e7 чёрная пешка  | f7 | g7             | h7 белый конь | 7 |  |
| 6 | a6             | b6 | c6             | d6              | e6               | f6 | g6 белая пешка | h6            | 6 |  |
| 5 | a5             | b5 | c5 чёрный конь | d5 белый слон   | e5               | f5 | g5             | h5            | 5 |  |
| 4 | a4             | b4 | c4             | d4              | e4               | f4 | g4 белый ферзь | h4 белый слон | 4 |  |
| 3 | a3 чёрный слон | b3 | c3             | d3              | e3               | f3 | g3             | h3            | 3 |  |
| 2 | a2             | b2 | c2             | d2              | e2               | f2 | g2             | h2            | 2 |  |
| 1 | a1             | b1 | c1             | d1 белый король | e1               | f1 | g1             | h1            | 1 |  |
|   | a              | b  | c              | d               | e                | f  | g              | h             |   |  |

Решение  1.Фe2! с угрозой  2.Ф:e7#

1...K~ (b7, a6, a4, b3, e4, e6) 2.Фb5# (повторная угроза)

1...Kd3! (вторичная чёрная коррекция, защита от основной и повторной угрозы) 2.Cc6# (мат стал возможен из-за развязывания белого слона)

1...Kd7!! (следующий уровень коррекции, чёрные препятствуют 2.Ф:e7#, 2.Фb5# и 2.Cc6#) 2.Cf7# (используется и развязывание белого слона, и возникшее блокирование поля d7)

Третичная чёрная коррекция.
|   | a | b | c | d | e | f | g | h |   |
| - | --- | --- | --- | --- | --- | --- | --- | --- | - |
| 8 | d7 белая ладья · e7 чёрная пешка · c6 белый король · e6 белая пешка · d5 белый слон · g5 белый слон · h5 чёрный слон · e4 чёрная пешка · h4 чёрная ладья · a3 чёрный конь · b3 чёрная пешка · c3 чёрная пешка · d3 чёрный король · h3 чёрная ладья · f2 белая пешка · g2 белая пешка · h2 чёрный слон · a1 белый конь · b1 белый конь · e1 белый ферзь · h1 чёрный конь | d7 белая ладья · e7 чёрная пешка · c6 белый король · e6 белая пешка · d5 белый слон · g5 белый слон · h5 чёрный слон · e4 чёрная пешка · h4 чёрная ладья · a3 чёрный конь · b3 чёрная пешка · c3 чёрная пешка · d3 чёрный король · h3 чёрная ладья · f2 белая пешка · g2 белая пешка · h2 чёрный слон · a1 белый конь · b1 белый конь · e1 белый ферзь · h1 чёрный конь | d7 белая ладья · e7 чёрная пешка · c6 белый король · e6 белая пешка · d5 белый слон · g5 белый слон · h5 чёрный слон · e4 чёрная пешка · h4 чёрная ладья · a3 чёрный конь · b3 чёрная пешка · c3 чёрная пешка · d3 чёрный король · h3 чёрная ладья · f2 белая пешка · g2 белая пешка · h2 чёрный слон · a1 белый конь · b1 белый конь · e1 белый ферзь · h1 чёрный конь | d7 белая ладья · e7 чёрная пешка · c6 белый король · e6 белая пешка · d5 белый слон · g5 белый слон · h5 чёрный слон · e4 чёрная пешка · h4 чёрная ладья · a3 чёрный конь · b3 чёрная пешка · c3 чёрная пешка · d3 чёрный король · h3 чёрная ладья · f2 белая пешка · g2 белая пешка · h2 чёрный слон · a1 белый конь · b1 белый конь · e1 белый ферзь · h1 чёрный конь | d7 белая ладья · e7 чёрная пешка · c6 белый король · e6 белая пешка · d5 белый слон · g5 белый слон · h5 чёрный слон · e4 чёрная пешка · h4 чёрная ладья · a3 чёрный конь · b3 чёрная пешка · c3 чёрная пешка · d3 чёрный король · h3 чёрная ладья · f2 белая пешка · g2 белая пешка · h2 чёрный слон · a1 белый конь · b1 белый конь · e1 белый ферзь · h1 чёрный конь | d7 белая ладья · e7 чёрная пешка · c6 белый король · e6 белая пешка · d5 белый слон · g5 белый слон · h5 чёрный слон · e4 чёрная пешка · h4 чёрная ладья · a3 чёрный конь · b3 чёрная пешка · c3 чёрная пешка · d3 чёрный король · h3 чёрная ладья · f2 белая пешка · g2 белая пешка · h2 чёрный слон · a1 белый конь · b1 белый конь · e1 белый ферзь · h1 чёрный конь | d7 белая ладья · e7 чёрная пешка · c6 белый король · e6 белая пешка · d5 белый слон · g5 белый слон · h5 чёрный слон · e4 чёрная пешка · h4 чёрная ладья · a3 чёрный конь · b3 чёрная пешка · c3 чёрная пешка · d3 чёрный король · h3 чёрная ладья · f2 белая пешка · g2 белая пешка · h2 чёрный слон · a1 белый конь · b1 белый конь · e1 белый ферзь · h1 чёрный конь | d7 белая ладья · e7 чёрная пешка · c6 белый король · e6 белая пешка · d5 белый слон · g5 белый слон · h5 чёрный слон · e4 чёрная пешка · h4 чёрная ладья · a3 чёрный конь · b3 чёрная пешка · c3 чёрная пешка · d3 чёрный король · h3 чёрная ладья · f2 белая пешка · g2 белая пешка · h2 чёрный слон · a1 белый конь · b1 белый конь · e1 белый ферзь · h1 чёрный конь | 8 |
| 7 | d7 белая ладья · e7 чёрная пешка · c6 белый король · e6 белая пешка · d5 белый слон · g5 белый слон · h5 чёрный слон · e4 чёрная пешка · h4 чёрная ладья · a3 чёрный конь · b3 чёрная пешка · c3 чёрная пешка · d3 чёрный король · h3 чёрная ладья · f2 белая пешка · g2 белая пешка · h2 чёрный слон · a1 белый конь · b1 белый конь · e1 белый ферзь · h1 чёрный конь | d7 белая ладья · e7 чёрная пешка · c6 белый король · e6 белая пешка · d5 белый слон · g5 белый слон · h5 чёрный слон · e4 чёрная пешка · h4 чёрная ладья · a3 чёрный конь · b3 чёрная пешка · c3 чёрная пешка · d3 чёрный король · h3 чёрная ладья · f2 белая пешка · g2 белая пешка · h2 чёрный слон · a1 белый конь · b1 белый конь · e1 белый ферзь · h1 чёрный конь | d7 белая ладья · e7 чёрная пешка · c6 белый король · e6 белая пешка · d5 белый слон · g5 белый слон · h5 чёрный слон · e4 чёрная пешка · h4 чёрная ладья · a3 чёрный конь · b3 чёрная пешка · c3 чёрная пешка · d3 чёрный король · h3 чёрная ладья · f2 белая пешка · g2 белая пешка · h2 чёрный слон · a1 белый конь · b1 белый конь · e1 белый ферзь · h1 чёрный конь | d7 белая ладья · e7 чёрная пешка · c6 белый король · e6 белая пешка · d5 белый слон · g5 белый слон · h5 чёрный слон · e4 чёрная пешка · h4 чёрная ладья · a3 чёрный конь · b3 чёрная пешка · c3 чёрная пешка · d3 чёрный король · h3 чёрная ладья · f2 белая пешка · g2 белая пешка · h2 чёрный слон · a1 белый конь · b1 белый конь · e1 белый ферзь · h1 чёрный конь | d7 белая ладья · e7 чёрная пешка · c6 белый король · e6 белая пешка · d5 белый слон · g5 белый слон · h5 чёрный слон · e4 чёрная пешка · h4 чёрная ладья · a3 чёрный конь · b3 чёрная пешка · c3 чёрная пешка · d3 чёрный король · h3 чёрная ладья · f2 белая пешка · g2 белая пешка · h2 чёрный слон · a1 белый конь · b1 белый конь · e1 белый ферзь · h1 чёрный конь | d7 белая ладья · e7 чёрная пешка · c6 белый король · e6 белая пешка · d5 белый слон · g5 белый слон · h5 чёрный слон · e4 чёрная пешка · h4 чёрная ладья · a3 чёрный конь · b3 чёрная пешка · c3 чёрная пешка · d3 чёрный король · h3 чёрная ладья · f2 белая пешка · g2 белая пешка · h2 чёрный слон · a1 белый конь · b1 белый конь · e1 белый ферзь · h1 чёрный конь | d7 белая ладья · e7 чёрная пешка · c6 белый король · e6 белая пешка · d5 белый слон · g5 белый слон · h5 чёрный слон · e4 чёрная пешка · h4 чёрная ладья · a3 чёрный конь · b3 чёрная пешка · c3 чёрная пешка · d3 чёрный король · h3 чёрная ладья · f2 белая пешка · g2 белая пешка · h2 чёрный слон · a1 белый конь · b1 белый конь · e1 белый ферзь · h1 чёрный конь | d7 белая ладья · e7 чёрная пешка · c6 белый король · e6 белая пешка · d5 белый слон · g5 белый слон · h5 чёрный слон · e4 чёрная пешка · h4 чёрная ладья · a3 чёрный конь · b3 чёрная пешка · c3 чёрная пешка · d3 чёрный король · h3 чёрная ладья · f2 белая пешка · g2 белая пешка · h2 чёрный слон · a1 белый конь · b1 белый конь · e1 белый ферзь · h1 чёрный конь | 7 |
| 6 | d7 белая ладья · e7 чёрная пешка · c6 белый король · e6 белая пешка · d5 белый слон · g5 белый слон · h5 чёрный слон · e4 чёрная пешка · h4 чёрная ладья · a3 чёрный конь · b3 чёрная пешка · c3 чёрная пешка · d3 чёрный король · h3 чёрная ладья · f2 белая пешка · g2 белая пешка · h2 чёрный слон · a1 белый конь · b1 белый конь · e1 белый ферзь · h1 чёрный конь | d7 белая ладья · e7 чёрная пешка · c6 белый король · e6 белая пешка · d5 белый слон · g5 белый слон · h5 чёрный слон · e4 чёрная пешка · h4 чёрная ладья · a3 чёрный конь · b3 чёрная пешка · c3 чёрная пешка · d3 чёрный король · h3 чёрная ладья · f2 белая пешка · g2 белая пешка · h2 чёрный слон · a1 белый конь · b1 белый конь · e1 белый ферзь · h1 чёрный конь | d7 белая ладья · e7 чёрная пешка · c6 белый король · e6 белая пешка · d5 белый слон · g5 белый слон · h5 чёрный слон · e4 чёрная пешка · h4 чёрная ладья · a3 чёрный конь · b3 чёрная пешка · c3 чёрная пешка · d3 чёрный король · h3 чёрная ладья · f2 белая пешка · g2 белая пешка · h2 чёрный слон · a1 белый конь · b1 белый конь · e1 белый ферзь · h1 чёрный конь | d7 белая ладья · e7 чёрная пешка · c6 белый король · e6 белая пешка · d5 белый слон · g5 белый слон · h5 чёрный слон · e4 чёрная пешка · h4 чёрная ладья · a3 чёрный конь · b3 чёрная пешка · c3 чёрная пешка · d3 чёрный король · h3 чёрная ладья · f2 белая пешка · g2 белая пешка · h2 чёрный слон · a1 белый конь · b1 белый конь · e1 белый ферзь · h1 чёрный конь | d7 белая ладья · e7 чёрная пешка · c6 белый король · e6 белая пешка · d5 белый слон · g5 белый слон · h5 чёрный слон · e4 чёрная пешка · h4 чёрная ладья · a3 чёрный конь · b3 чёрная пешка · c3 чёрная пешка · d3 чёрный король · h3 чёрная ладья · f2 белая пешка · g2 белая пешка · h2 чёрный слон · a1 белый конь · b1 белый конь · e1 белый ферзь · h1 чёрный конь | d7 белая ладья · e7 чёрная пешка · c6 белый король · e6 белая пешка · d5 белый слон · g5 белый слон · h5 чёрный слон · e4 чёрная пешка · h4 чёрная ладья · a3 чёрный конь · b3 чёрная пешка · c3 чёрная пешка · d3 чёрный король · h3 чёрная ладья · f2 белая пешка · g2 белая пешка · h2 чёрный слон · a1 белый конь · b1 белый конь · e1 белый ферзь · h1 чёрный конь | d7 белая ладья · e7 чёрная пешка · c6 белый король · e6 белая пешка · d5 белый слон · g5 белый слон · h5 чёрный слон · e4 чёрная пешка · h4 чёрная ладья · a3 чёрный конь · b3 чёрная пешка · c3 чёрная пешка · d3 чёрный король · h3 чёрная ладья · f2 белая пешка · g2 белая пешка · h2 чёрный слон · a1 белый конь · b1 белый конь · e1 белый ферзь · h1 чёрный конь | d7 белая ладья · e7 чёрная пешка · c6 белый король · e6 белая пешка · d5 белый слон · g5 белый слон · h5 чёрный слон · e4 чёрная пешка · h4 чёрная ладья · a3 чёрный конь · b3 чёрная пешка · c3 чёрная пешка · d3 чёрный король · h3 чёрная ладья · f2 белая пешка · g2 белая пешка · h2 чёрный слон · a1 белый конь · b1 белый конь · e1 белый ферзь · h1 чёрный конь | 6 |
| 5 | d7 белая ладья · e7 чёрная пешка · c6 белый король · e6 белая пешка · d5 белый слон · g5 белый слон · h5 чёрный слон · e4 чёрная пешка · h4 чёрная ладья · a3 чёрный конь · b3 чёрная пешка · c3 чёрная пешка · d3 чёрный король · h3 чёрная ладья · f2 белая пешка · g2 белая пешка · h2 чёрный слон · a1 белый конь · b1 белый конь · e1 белый ферзь · h1 чёрный конь | d7 белая ладья · e7 чёрная пешка · c6 белый король · e6 белая пешка · d5 белый слон · g5 белый слон · h5 чёрный слон · e4 чёрная пешка · h4 чёрная ладья · a3 чёрный конь · b3 чёрная пешка · c3 чёрная пешка · d3 чёрный король · h3 чёрная ладья · f2 белая пешка · g2 белая пешка · h2 чёрный слон · a1 белый конь · b1 белый конь · e1 белый ферзь · h1 чёрный конь | d7 белая ладья · e7 чёрная пешка · c6 белый король · e6 белая пешка · d5 белый слон · g5 белый слон · h5 чёрный слон · e4 чёрная пешка · h4 чёрная ладья · a3 чёрный конь · b3 чёрная пешка · c3 чёрная пешка · d3 чёрный король · h3 чёрная ладья · f2 белая пешка · g2 белая пешка · h2 чёрный слон · a1 белый конь · b1 белый конь · e1 белый ферзь · h1 чёрный конь | d7 белая ладья · e7 чёрная пешка · c6 белый король · e6 белая пешка · d5 белый слон · g5 белый слон · h5 чёрный слон · e4 чёрная пешка · h4 чёрная ладья · a3 чёрный конь · b3 чёрная пешка · c3 чёрная пешка · d3 чёрный король · h3 чёрная ладья · f2 белая пешка · g2 белая пешка · h2 чёрный слон · a1 белый конь · b1 белый конь · e1 белый ферзь · h1 чёрный конь | d7 белая ладья · e7 чёрная пешка · c6 белый король · e6 белая пешка · d5 белый слон · g5 белый слон · h5 чёрный слон · e4 чёрная пешка · h4 чёрная ладья · a3 чёрный конь · b3 чёрная пешка · c3 чёрная пешка · d3 чёрный король · h3 чёрная ладья · f2 белая пешка · g2 белая пешка · h2 чёрный слон · a1 белый конь · b1 белый конь · e1 белый ферзь · h1 чёрный конь | d7 белая ладья · e7 чёрная пешка · c6 белый король · e6 белая пешка · d5 белый слон · g5 белый слон · h5 чёрный слон · e4 чёрная пешка · h4 чёрная ладья · a3 чёрный конь · b3 чёрная пешка · c3 чёрная пешка · d3 чёрный король · h3 чёрная ладья · f2 белая пешка · g2 белая пешка · h2 чёрный слон · a1 белый конь · b1 белый конь · e1 белый ферзь · h1 чёрный конь | d7 белая ладья · e7 чёрная пешка · c6 белый король · e6 белая пешка · d5 белый слон · g5 белый слон · h5 чёрный слон · e4 чёрная пешка · h4 чёрная ладья · a3 чёрный конь · b3 чёрная пешка · c3 чёрная пешка · d3 чёрный король · h3 чёрная ладья · f2 белая пешка · g2 белая пешка · h2 чёрный слон · a1 белый конь · b1 белый конь · e1 белый ферзь · h1 чёрный конь | d7 белая ладья · e7 чёрная пешка · c6 белый король · e6 белая пешка · d5 белый слон · g5 белый слон · h5 чёрный слон · e4 чёрная пешка · h4 чёрная ладья · a3 чёрный конь · b3 чёрная пешка · c3 чёрная пешка · d3 чёрный король · h3 чёрная ладья · f2 белая пешка · g2 белая пешка · h2 чёрный слон · a1 белый конь · b1 белый конь · e1 белый ферзь · h1 чёрный конь | 5 |
| 4 | d7 белая ладья · e7 чёрная пешка · c6 белый король · e6 белая пешка · d5 белый слон · g5 белый слон · h5 чёрный слон · e4 чёрная пешка · h4 чёрная ладья · a3 чёрный конь · b3 чёрная пешка · c3 чёрная пешка · d3 чёрный король · h3 чёрная ладья · f2 белая пешка · g2 белая пешка · h2 чёрный слон · a1 белый конь · b1 белый конь · e1 белый ферзь · h1 чёрный конь | d7 белая ладья · e7 чёрная пешка · c6 белый король · e6 белая пешка · d5 белый слон · g5 белый слон · h5 чёрный слон · e4 чёрная пешка · h4 чёрная ладья · a3 чёрный конь · b3 чёрная пешка · c3 чёрная пешка · d3 чёрный король · h3 чёрная ладья · f2 белая пешка · g2 белая пешка · h2 чёрный слон · a1 белый конь · b1 белый конь · e1 белый ферзь · h1 чёрный конь | d7 белая ладья · e7 чёрная пешка · c6 белый король · e6 белая пешка · d5 белый слон · g5 белый слон · h5 чёрный слон · e4 чёрная пешка · h4 чёрная ладья · a3 чёрный конь · b3 чёрная пешка · c3 чёрная пешка · d3 чёрный король · h3 чёрная ладья · f2 белая пешка · g2 белая пешка · h2 чёрный слон · a1 белый конь · b1 белый конь · e1 белый ферзь · h1 чёрный конь | d7 белая ладья · e7 чёрная пешка · c6 белый король · e6 белая пешка · d5 белый слон · g5 белый слон · h5 чёрный слон · e4 чёрная пешка · h4 чёрная ладья · a3 чёрный конь · b3 чёрная пешка · c3 чёрная пешка · d3 чёрный король · h3 чёрная ладья · f2 белая пешка · g2 белая пешка · h2 чёрный слон · a1 белый конь · b1 белый конь · e1 белый ферзь · h1 чёрный конь | d7 белая ладья · e7 чёрная пешка · c6 белый король · e6 белая пешка · d5 белый слон · g5 белый слон · h5 чёрный слон · e4 чёрная пешка · h4 чёрная ладья · a3 чёрный конь · b3 чёрная пешка · c3 чёрная пешка · d3 чёрный король · h3 чёрная ладья · f2 белая пешка · g2 белая пешка · h2 чёрный слон · a1 белый конь · b1 белый конь · e1 белый ферзь · h1 чёрный конь | d7 белая ладья · e7 чёрная пешка · c6 белый король · e6 белая пешка · d5 белый слон · g5 белый слон · h5 чёрный слон · e4 чёрная пешка · h4 чёрная ладья · a3 чёрный конь · b3 чёрная пешка · c3 чёрная пешка · d3 чёрный король · h3 чёрная ладья · f2 белая пешка · g2 белая пешка · h2 чёрный слон · a1 белый конь · b1 белый конь · e1 белый ферзь · h1 чёрный конь | d7 белая ладья · e7 чёрная пешка · c6 белый король · e6 белая пешка · d5 белый слон · g5 белый слон · h5 чёрный слон · e4 чёрная пешка · h4 чёрная ладья · a3 чёрный конь · b3 чёрная пешка · c3 чёрная пешка · d3 чёрный король · h3 чёрная ладья · f2 белая пешка · g2 белая пешка · h2 чёрный слон · a1 белый конь · b1 белый конь · e1 белый ферзь · h1 чёрный конь | d7 белая ладья · e7 чёрная пешка · c6 белый король · e6 белая пешка · d5 белый слон · g5 белый слон · h5 чёрный слон · e4 чёрная пешка · h4 чёрная ладья · a3 чёрный конь · b3 чёрная пешка · c3 чёрная пешка · d3 чёрный король · h3 чёрная ладья · f2 белая пешка · g2 белая пешка · h2 чёрный слон · a1 белый конь · b1 белый конь · e1 белый ферзь · h1 чёрный конь | 4 |
| 3 | d7 белая ладья · e7 чёрная пешка · c6 белый король · e6 белая пешка · d5 белый слон · g5 белый слон · h5 чёрный слон · e4 чёрная пешка · h4 чёрная ладья · a3 чёрный конь · b3 чёрная пешка · c3 чёрная пешка · d3 чёрный король · h3 чёрная ладья · f2 белая пешка · g2 белая пешка · h2 чёрный слон · a1 белый конь · b1 белый конь · e1 белый ферзь · h1 чёрный конь | d7 белая ладья · e7 чёрная пешка · c6 белый король · e6 белая пешка · d5 белый слон · g5 белый слон · h5 чёрный слон · e4 чёрная пешка · h4 чёрная ладья · a3 чёрный конь · b3 чёрная пешка · c3 чёрная пешка · d3 чёрный король · h3 чёрная ладья · f2 белая пешка · g2 белая пешка · h2 чёрный слон · a1 белый конь · b1 белый конь · e1 белый ферзь · h1 чёрный конь | d7 белая ладья · e7 чёрная пешка · c6 белый король · e6 белая пешка · d5 белый слон · g5 белый слон · h5 чёрный слон · e4 чёрная пешка · h4 чёрная ладья · a3 чёрный конь · b3 чёрная пешка · c3 чёрная пешка · d3 чёрный король · h3 чёрная ладья · f2 белая пешка · g2 белая пешка · h2 чёрный слон · a1 белый конь · b1 белый конь · e1 белый ферзь · h1 чёрный конь | d7 белая ладья · e7 чёрная пешка · c6 белый король · e6 белая пешка · d5 белый слон · g5 белый слон · h5 чёрный слон · e4 чёрная пешка · h4 чёрная ладья · a3 чёрный конь · b3 чёрная пешка · c3 чёрная пешка · d3 чёрный король · h3 чёрная ладья · f2 белая пешка · g2 белая пешка · h2 чёрный слон · a1 белый конь · b1 белый конь · e1 белый ферзь · h1 чёрный конь | d7 белая ладья · e7 чёрная пешка · c6 белый король · e6 белая пешка · d5 белый слон · g5 белый слон · h5 чёрный слон · e4 чёрная пешка · h4 чёрная ладья · a3 чёрный конь · b3 чёрная пешка · c3 чёрная пешка · d3 чёрный король · h3 чёрная ладья · f2 белая пешка · g2 белая пешка · h2 чёрный слон · a1 белый конь · b1 белый конь · e1 белый ферзь · h1 чёрный конь | d7 белая ладья · e7 чёрная пешка · c6 белый король · e6 белая пешка · d5 белый слон · g5 белый слон · h5 чёрный слон · e4 чёрная пешка · h4 чёрная ладья · a3 чёрный конь · b3 чёрная пешка · c3 чёрная пешка · d3 чёрный король · h3 чёрная ладья · f2 белая пешка · g2 белая пешка · h2 чёрный слон · a1 белый конь · b1 белый конь · e1 белый ферзь · h1 чёрный конь | d7 белая ладья · e7 чёрная пешка · c6 белый король · e6 белая пешка · d5 белый слон · g5 белый слон · h5 чёрный слон · e4 чёрная пешка · h4 чёрная ладья · a3 чёрный конь · b3 чёрная пешка · c3 чёрная пешка · d3 чёрный король · h3 чёрная ладья · f2 белая пешка · g2 белая пешка · h2 чёрный слон · a1 белый конь · b1 белый конь · e1 белый ферзь · h1 чёрный конь | d7 белая ладья · e7 чёрная пешка · c6 белый король · e6 белая пешка · d5 белый слон · g5 белый слон · h5 чёрный слон · e4 чёрная пешка · h4 чёрная ладья · a3 чёрный конь · b3 чёрная пешка · c3 чёрная пешка · d3 чёрный король · h3 чёрная ладья · f2 белая пешка · g2 белая пешка · h2 чёрный слон · a1 белый конь · b1 белый конь · e1 белый ферзь · h1 чёрный конь | 3 |
| 2 | d7 белая ладья · e7 чёрная пешка · c6 белый король · e6 белая пешка · d5 белый слон · g5 белый слон · h5 чёрный слон · e4 чёрная пешка · h4 чёрная ладья · a3 чёрный конь · b3 чёрная пешка · c3 чёрная пешка · d3 чёрный король · h3 чёрная ладья · f2 белая пешка · g2 белая пешка · h2 чёрный слон · a1 белый конь · b1 белый конь · e1 белый ферзь · h1 чёрный конь | d7 белая ладья · e7 чёрная пешка · c6 белый король · e6 белая пешка · d5 белый слон · g5 белый слон · h5 чёрный слон · e4 чёрная пешка · h4 чёрная ладья · a3 чёрный конь · b3 чёрная пешка · c3 чёрная пешка · d3 чёрный король · h3 чёрная ладья · f2 белая пешка · g2 белая пешка · h2 чёрный слон · a1 белый конь · b1 белый конь · e1 белый ферзь · h1 чёрный конь | d7 белая ладья · e7 чёрная пешка · c6 белый король · e6 белая пешка · d5 белый слон · g5 белый слон · h5 чёрный слон · e4 чёрная пешка · h4 чёрная ладья · a3 чёрный конь · b3 чёрная пешка · c3 чёрная пешка · d3 чёрный король · h3 чёрная ладья · f2 белая пешка · g2 белая пешка · h2 чёрный слон · a1 белый конь · b1 белый конь · e1 белый ферзь · h1 чёрный конь | d7 белая ладья · e7 чёрная пешка · c6 белый король · e6 белая пешка · d5 белый слон · g5 белый слон · h5 чёрный слон · e4 чёрная пешка · h4 чёрная ладья · a3 чёрный конь · b3 чёрная пешка · c3 чёрная пешка · d3 чёрный король · h3 чёрная ладья · f2 белая пешка · g2 белая пешка · h2 чёрный слон · a1 белый конь · b1 белый конь · e1 белый ферзь · h1 чёрный конь | d7 белая ладья · e7 чёрная пешка · c6 белый король · e6 белая пешка · d5 белый слон · g5 белый слон · h5 чёрный слон · e4 чёрная пешка · h4 чёрная ладья · a3 чёрный конь · b3 чёрная пешка · c3 чёрная пешка · d3 чёрный король · h3 чёрная ладья · f2 белая пешка · g2 белая пешка · h2 чёрный слон · a1 белый конь · b1 белый конь · e1 белый ферзь · h1 чёрный конь | d7 белая ладья · e7 чёрная пешка · c6 белый король · e6 белая пешка · d5 белый слон · g5 белый слон · h5 чёрный слон · e4 чёрная пешка · h4 чёрная ладья · a3 чёрный конь · b3 чёрная пешка · c3 чёрная пешка · d3 чёрный король · h3 чёрная ладья · f2 белая пешка · g2 белая пешка · h2 чёрный слон · a1 белый конь · b1 белый конь · e1 белый ферзь · h1 чёрный конь | d7 белая ладья · e7 чёрная пешка · c6 белый король · e6 белая пешка · d5 белый слон · g5 белый слон · h5 чёрный слон · e4 чёрная пешка · h4 чёрная ладья · a3 чёрный конь · b3 чёрная пешка · c3 чёрная пешка · d3 чёрный король · h3 чёрная ладья · f2 белая пешка · g2 белая пешка · h2 чёрный слон · a1 белый конь · b1 белый конь · e1 белый ферзь · h1 чёрный конь | d7 белая ладья · e7 чёрная пешка · c6 белый король · e6 белая пешка · d5 белый слон · g5 белый слон · h5 чёрный слон · e4 чёрная пешка · h4 чёрная ладья · a3 чёрный конь · b3 чёрная пешка · c3 чёрная пешка · d3 чёрный король · h3 чёрная ладья · f2 белая пешка · g2 белая пешка · h2 чёрный слон · a1 белый конь · b1 белый конь · e1 белый ферзь · h1 чёрный конь | 2 |
| 1 | d7 белая ладья · e7 чёрная пешка · c6 белый король · e6 белая пешка · d5 белый слон · g5 белый слон · h5 чёрный слон · e4 чёрная пешка · h4 чёрная ладья · a3 чёрный конь · b3 чёрная пешка · c3 чёрная пешка · d3 чёрный король · h3 чёрная ладья · f2 белая пешка · g2 белая пешка · h2 чёрный слон · a1 белый конь · b1 белый конь · e1 белый ферзь · h1 чёрный конь | d7 белая ладья · e7 чёрная пешка · c6 белый король · e6 белая пешка · d5 белый слон · g5 белый слон · h5 чёрный слон · e4 чёрная пешка · h4 чёрная ладья · a3 чёрный конь · b3 чёрная пешка · c3 чёрная пешка · d3 чёрный король · h3 чёрная ладья · f2 белая пешка · g2 белая пешка · h2 чёрный слон · a1 белый конь · b1 белый конь · e1 белый ферзь · h1 чёрный конь | d7 белая ладья · e7 чёрная пешка · c6 белый король · e6 белая пешка · d5 белый слон · g5 белый слон · h5 чёрный слон · e4 чёрная пешка · h4 чёрная ладья · a3 чёрный конь · b3 чёрная пешка · c3 чёрная пешка · d3 чёрный король · h3 чёрная ладья · f2 белая пешка · g2 белая пешка · h2 чёрный слон · a1 белый конь · b1 белый конь · e1 белый ферзь · h1 чёрный конь | d7 белая ладья · e7 чёрная пешка · c6 белый король · e6 белая пешка · d5 белый слон · g5 белый слон · h5 чёрный слон · e4 чёрная пешка · h4 чёрная ладья · a3 чёрный конь · b3 чёрная пешка · c3 чёрная пешка · d3 чёрный король · h3 чёрная ладья · f2 белая пешка · g2 белая пешка · h2 чёрный слон · a1 белый конь · b1 белый конь · e1 белый ферзь · h1 чёрный конь | d7 белая ладья · e7 чёрная пешка · c6 белый король · e6 белая пешка · d5 белый слон · g5 белый слон · h5 чёрный слон · e4 чёрная пешка · h4 чёрная ладья · a3 чёрный конь · b3 чёрная пешка · c3 чёрная пешка · d3 чёрный король · h3 чёрная ладья · f2 белая пешка · g2 белая пешка · h2 чёрный слон · a1 белый конь · b1 белый конь · e1 белый ферзь · h1 чёрный конь | d7 белая ладья · e7 чёрная пешка · c6 белый король · e6 белая пешка · d5 белый слон · g5 белый слон · h5 чёрный слон · e4 чёрная пешка · h4 чёрная ладья · a3 чёрный конь · b3 чёрная пешка · c3 чёрная пешка · d3 чёрный король · h3 чёрная ладья · f2 белая пешка · g2 белая пешка · h2 чёрный слон · a1 белый конь · b1 белый конь · e1 белый ферзь · h1 чёрный конь | d7 белая ладья · e7 чёрная пешка · c6 белый король · e6 белая пешка · d5 белый слон · g5 белый слон · h5 чёрный слон · e4 чёрная пешка · h4 чёрная ладья · a3 чёрный конь · b3 чёрная пешка · c3 чёрная пешка · d3 чёрный король · h3 чёрная ладья · f2 белая пешка · g2 белая пешка · h2 чёрный слон · a1 белый конь · b1 белый конь · e1 белый ферзь · h1 чёрный конь | d7 белая ладья · e7 чёрная пешка · c6 белый король · e6 белая пешка · d5 белый слон · g5 белый слон · h5 чёрный слон · e4 чёрная пешка · h4 чёрная ладья · a3 чёрный конь · b3 чёрная пешка · c3 чёрная пешка · d3 чёрный король · h3 чёрная ладья · f2 белая пешка · g2 белая пешка · h2 чёрный слон · a1 белый конь · b1 белый конь · e1 белый ферзь · h1 чёрный конь | 1 |
|   | a | b | c | d | e | f | g | h |   |

Расположение чёрных ладей и слонов напоминает известную задачу С. Лойда «Игра на органе», но задача составлена в современном ключе с тематическими ложными следами: 

1.g4? Л:g4 2.Фd1#, 1...С:g4 2.Ф:е4#, но 1...К:f2!

1.g3? Л:g3 2.С:b3#, 1...С:g3 2.Фе3#, но 1...Кс2! 

1.f4? Л:f4 2.С:b3#, 1...С:f4 2.Ф:е4#, но 1...е3! 
 
Решает 1.f3! Л:f3 2.Фd1#, 1...C:f3 2.Фе3#
1...Лf4 2.С:b3#, 1...Cf4 2.Ф:е4#
(1...Кс4 2.С:е4#).

Ложные следы и первые два варианта решения представляют перекрытие Новотного, вторые два варианта решения — перекрытие Гримшоу.

## Книги Мэнсфилда
- Mansfield C. Adventures in Chess Composition. The Art of the Two-Move Chess Problem (англ.) / ed. A. C. White. — 1-е изд. — Stamford, CT: The Overbrook Press, 1944.
  - Mansfield C. Adventures in Chess Composition. The Art of the Two-Move Chess Problem (англ.) / ed. A. C. White. — 2-е изд. — Liverpool: Daily Post Printers, 1948.
- Mansfield C., Harley B. The modern two-move chess problem (англ.). — London: Museum Press Ltd, 1958.